# エストニア共産党
エストニア共産党（エストニア語: Eestimaa Kommunistlik Partei, EKP、ロシア語: Коммунистическая партия Эстонии）は、かつて存在したエストニア第一共和国及びエストニア・ソビエト社会主義共和国の共産主義政党である。
ソビエト共産党に従属してエストニアを支配してきたが、ペレストロイカにより民族意識が高まったのを受けて1990年3月にソビエト共産党から独立を宣言した際に親ソ派が退場して分裂。反クーデター派はエストニア左翼党を結成する一方、共産党の看板を残した親ソ派は「エストニア共産党（CPSU）」と改称したが、翌1991年にソ連8月クーデターを支持したため、完全独立直後のエストニア最高会議により8月22日付で非合法化された。
エストニア左翼党は1997年に「エストニア社会民主労働党」と改称した後に議席を失い、2008年にエストニア憲法党と合併してエストニア連合左翼党となった。2024年現在は議席を持たない弱小政党である。
| サブスタブ | この項目は、まだ閲覧者の調べものの参照としては役立たない、書きかけの項目です。この項目を加筆・訂正などしてくださる協力者を求めています。このテンプレートは分野別のサブスタブテンプレートやスタブテンプレート（Wikipedia:分野別のスタブテンプレート参照）に変更することが望まれています。 |